# 克里斯蒂安·瑞安
克里斯蒂安·瑞安（英語：Christian Ryan，1977年6月5日—），澳大利亚男子赛艇运动员。他曾代表澳大利亚参加2000年夏季奥林匹克运动会赛艇比赛，获得男子八人单桨有舵手银牌。